# Ислам в Андорре
Согласно докладу Religious Freedom Report, подготовленному в 2015 году правительством США, в настоящее время в Андорре, по оценкам мусульманских лидеров, насчитывается более 1300 членов мусульманской общины (из 86 000 жителей Андорры). За последние годы наметилась тенденция к росту числа мусульман в стране.

## Учреждения
Мусульманская община создала и организует работу Исламского культурного центра, в котором около 50 студентов изучают арабский язык. Несмотря на активное обсуждение в мусульманских кругах идеи обучения арабскому языку в школах на данный момент поддержки со стороны правительства Андорры она не получила.
В Андорре нет ни одной специально построенной мечети, и правительство Андорры отказывается выделять землю для такого проектов, заявляя, что в стране не хватает недорогих земель, которые можно было бы выделить для строительства. В 2003 году местный имам Мохамед Рагиг обратился с просьбой к епископу Жоану Марти-и-Аланису с просьбой о предоставлении любого из участков церковных земель для строительства мечети или места в храме для осуществления в нём мусульманских богослужений.

## История
Примерно в 700 году мусульмане отвоевали у вестготов земли в долине реки Сегре. Однако мусульмане не задерживались надолго в Андорре, используя её в качестве кротчайшего пути по которому планировали продолжить свои походы и добраться до Тулузы, Нарбонна, Каркассона и Нима.
Битва при Пуатье и Битва в Ронсевальском ущелье ознаменовали конец военных походов мусульманских войск в другую часть Пиренеев.
Согласно историческому трактату Антони Фильтэр и Росселла «Manual Digest», написанного в 1748 году, в 788 году, 5000 жителей Андорры, возглавляемых Марком Альмугавером, пришли на помощь к Карлу Великому в борьбе с мусульманами во время битвы в Валь-де-Кэрол. После битвы Карл Великий дал свою защиту Андорре и объявил её жителей свободными людьми.